# Псеево
Псеево — деревня в Менделеевском районе Татарстана. Административный центр Псеевского сельского поселения.

## География
Находится в северо-восточной части Татарстана на расстоянии приблизительно 14 км на северо-восток по прямой от районного центра города Менделеевск.

## История
Основана не позднее XVIII века. В начале XX века здесь уже были мечеть и мектеб. В период коллективизации был основан колхоз «Кызыл Йолдыз». Позже работал колхоз им. Тукая. В 2002 году была построена новая школа, в 2014 новая мечеть.
В «Списке населенных мест по сведениям 1859—1873 годов», изданном в 1876 году, населённый пункт упомянут дважды: как казённые деревни Псеево 1-е и Псеево 2-е 2-го стана Елабужского уезда Вятской губернии. Располагались при ключе Чумане, по правую сторону продолжения Елабужско-Малмыжского почтового тракта, в 42 верстах от уездного города Елабуги и в 35 верстах от становой квартиры в казённом селе Алнаши (Троицкое). В первой деревне, в 16 дворах жили 136 человек (69 мужчин и 67 женщин), была мечеть. Во второй деревне, в 43 дворах жили 315 человек (149 мужчин и 166 женщин).

## Административная принадлежность
До 1920 г. часть деревни, в которой проживали бывшие государственные крестьяне, входила в Кураковскую, другая часть с населением, состоявшим из бывших башкир и тептярей – в Салаушскую волости Елабужского уезда Вятской губернии. С 1921 г. в составе Елабужского, с 1928 г. – Челнинского кантонов ТАССР. С 10 августа 1930 г. – в Бондюжском, с 20 января 1931 г. – в Елабужском, с 10 февраля 1935 г. – в Бондюжском, с 1 февраля 1963 г. – в Елабужском, с 15 августа 1985 г. в Менделеевском районах.

## Население
В деревне числилось в 1859 — 451 житель, в 1891 — 663, в 1905 — 872, в 1920 — 662, в 1926 — 1007, в 1938 — 988, в 1949 — 707, в 1958 — 477, в 1970 — 407, в 1979 — 307, в 1989 — 332. Постоянное население составляло 424 человека (татары 100 %) в 2002 году, 388 — в 2010, в 2017  — 382 жителя (татары - 95%, русские - 3,7%). 

## Образование и культура
В 1938 г. в деревне действовали изба-читальня, детские ясли, родильный дом. В 1917 г. в деревне открыта начальная школа, в 1927 г. реорганизована в семилетнюю, в 1962 г. – в восьмилетнюю, в 1976 г. – в среднюю (новое здание построено в 2002 г.). При школе в 1991 г. создан литературно-краеведческий музей (основатель и руководитель – Н.Ш.Тимербаев).
Функционируют средняя школа, детский сад (с 1975 г., в здании школы), дом культуры (здание построено в 1975 г., с 2017 г. в здании бывшего детского сада 1986 г. постройки), библиотека, фельдшерско-акушерский пункт (с 2012 г.), мечеть «Шайхельахмет» (с 2014 г.). В 1984 г. в деревне установлен памятник Г.Тукаю (1968 г., скульптор – Б.И.Урманче).
Имеется благоустроенный родник «Чумечле чишмэсе».
В деревне сохранилась деревянная мечеть (1873 г., памятник культовой архитектуры).

## Известные уроженцы
А.Т.Каюмов (р. 1963) – историк, философ, доктор философских наук, профессор;
С.М.Шарафеев (1906–1975) – государственный деятель, нарком (в 1937–1942 гг.), министр (в 1951–1957 гг.) финансов ТАССР, председатель Совнаркома ТАССР (в 1943–1950 гг.), Совета Министров ТАССР (в 1957–1959 гг.), кавалер орденов Ленина, Трудового Красного Знамени, «Знак Почета»;
Н.З.Шарифуллин (Нур Шариф) (1924–1983) – учитель, поэт, участник Великой Отечественной войны.